# 윗옷

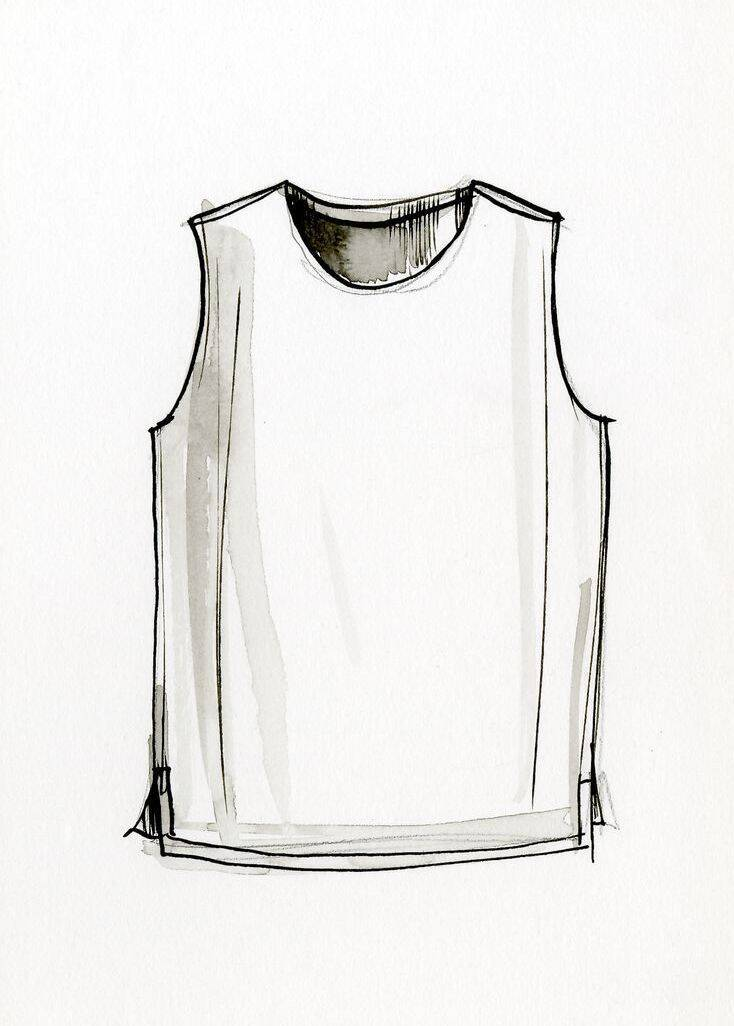

윗옷 또는 상의(上衣)는 상체에 입는 옷이다. 정장 같은 상하 세트 의류나 원피스 같은 상하 한 벌 옷도 상반신 부분을 상위라고 부른다.

## 종류
- 셔츠
  - 와이셔츠
  - 블라우스
  - 알로하 셔츠
- 재킷
  - 점퍼
- 스웨터
- 카디건

## 같이 보기
- 브라렛
- 코르셋
- 토플리스